# Marko Bulić
Pour les articles homonymes, voir Bulić.
Marko Bulić, né le 26 mars 1974 à Zadar, est un joueur croate de basket-ball.

## Carrière
- 1992-1997 :  KK Zadar (1er division)
- 1997-1999 :  KK Zagreb (1er division)
- 1999-2000 :  Karlovac KK (1er division)
- 2000-2002 :  Maccabi Haïfa (1er division)
- 2002-2003 :  ASVEL Villeurbanne (Pro A)
- 2003-2004 :  KK Zadar (1er division)
- 2003-2004 :  Ionikos Nikea (ESAKE)
- 2004-2006 :  Artland Dragons (Basketball-Bundesliga)
- 2006-2007 :  Cibona Zagreb (1er division)
- 2007-2008 :  HKK Široki (1er division)